# Rudi Garcia
Rudi Garcia (n. 20 februarie 1964, Nemours, Région parisienne, Franța) este un fotbalist francez retras din activitate, care a jucat pe post de mijlocaș la echipe ca Lille, Caen și Martigues. După încheierea carierei, a devenit antrenor, și antrenează în prezent pe Echipa națională de fotbal a Belgiei.

## Statistici antrenorat
La 13 ianuarie 2016.
| Echipa        | Țara   | Început | Sfârșit | Rezultate | Rezultate | Rezultate | Rezultate | Rezultate |
| M             | V      | R       | Î       | Rata %    |           |           |           |           |
| ------------- | ------ | ------- | ------- | --------- | --------- | --------- | --------- | --------- |
| Saint-Étienne | Franța | 2001    | 2002    | 15        | 2         | 4         | 9         | 13,33     |
| Dijon         | Franța | 2002    | 2007    | 214       | 93        | 61        | 60        | 43,46     |
| Widzew Łódź   | Franța | 2007    | 2008    | 44        | 18        | 11        | 15        | 40,91     |
| Lille         | Franța | 2008    | 2013    | 204       | 106       | 59        | 39        | 51,96     |
| Roma          | Italia | 2013    | 2016    | 118       | 61        | 34        | 23        | 51,69     |
| Total         | Total  | Total   | Total   | 594       | 280       | 169       | 145       | 47,14     |

## Palmares

### Antrenor

#### Club
Lille
- Ligue 1: 2010–11
- Coupe de France: 2010–11

### Individual
- French Manager of the Year: 2011, 2013